# Coppa del Mondo di sci alpino 2026
La Coppa del Mondo di sci alpino 2026 sarà la sessantesima edizione della manifestazione organizzata dalla Federazione internazionale sci e snowboard; avrà inizio il 25 ottobre 2025 a Sölden, in Austria, e si concluderà il 25 marzo 2026 a Lillehammer, in Norvegia. Nel corso della stagione si terranno a Bormio e a Cortina d'Ampezzo le gare di sci alpino ai XXV Giochi olimpici invernali di Milano Cortina 2026, non validi ai fini della Coppa del Mondo, il cui calendario contempla dunque un'interruzione nel mese di febbraio. In seguito all'invasione russa dell'Ucraina del 2022, gli atleti russi e bielorussi sono stati esclusi dalle competizioni.
In campo maschile sono in programma 38 gare (9 discese libere, 9 supergiganti, 9 slalom giganti, 11 slalom speciali), in 19 tappe; lo svizzero Marco Odermatt è il detentore uscente della Coppa generale. 
In campo femminile sono in programma 37 gare (9 discese libere, 8 supergiganti, 10 slalom giganti, 10 slalom speciali), in 20 tappe; l'italiana Federica Brignone è la detentrice uscente della Coppa generale. 

## Uomini

### Risultati
| Data             | Località               | Nazione     | Pista                 | Spec. | Primo | Secondo | Terzo |
| ---------------- | ---------------------- | ----------- | --------------------- | ----- | ----- | ------- | ----- |
| 26 ottobre 2025  | Sölden                 | Austria     | Rettenbach            | GS    |       |         |       |
| 16 novembre 2025 | Levi                   | Finlandia   | Levi Black            | SL    |       |         |       |
| 22 novembre 2025 | Gurgl                  | Austria     | Kirchenkar            | SL    |       |         |       |
| 27 novembre 2025 | Copper Mountain        | Stati Uniti |                       | SG    |       |         |       |
| 28 novembre 2025 | Copper Mountain        | Stati Uniti |                       | GS    |       |         |       |
| 4 dicembre 2025  | Beaver Creek           | Stati Uniti | Birds of Prey         | DH    |       |         |       |
| 5 dicembre 2025  | Beaver Creek           | Stati Uniti | Birds of Prey         | DH    |       |         |       |
| 6 dicembre 2025  | Beaver Creek           | Stati Uniti | Birds of Prey         | SG    |       |         |       |
| 7 dicembre 2025  | Beaver Creek           | Stati Uniti | Birds of Prey         | GS    |       |         |       |
| 13 dicembre 2025 | Val-d'Isère            | Francia     | La face de Bellevarde | GS    |       |         |       |
| 14 dicembre 2025 | Val-d'Isère            | Francia     | La face de Bellevarde | SL    |       |         |       |
| 19 dicembre 2025 | Val Gardena            | Italia      | Saslong               | SG    |       |         |       |
| 20 dicembre 2025 | Val Gardena            | Italia      | Saslong               | DH    |       |         |       |
| 21 dicembre 2025 | Alta Badia             | Italia      | Gran Risa             | GS    |       |         |       |
| 22 dicembre 2025 | Alta Badia             | Italia      | Gran Risa             | SL    |       |         |       |
| 27 dicembre 2025 | Livigno                | Italia      |                       | SG    |       |         |       |
| 7 gennaio 2026   | Madonna di Campiglio   | Italia      | 3-Tre                 | SL    |       |         |       |
| 10 gennaio 2026  | Adelboden              | Svizzera    | Chuenisbärgli         | GS    |       |         |       |
| 11 gennaio 2026  | Adelboden              | Svizzera    | Chuenisbärgli         | SL    |       |         |       |
| 16 gennaio 2026  | Wengen                 | Svizzera    | Lauberhorn            | SG    |       |         |       |
| 17 gennaio 2026  | Wengen                 | Svizzera    | Lauberhorn            | DH    |       |         |       |
| 18 gennaio 2026  | Wengen                 | Svizzera    | Männlichen/Jungfrau   | SL    |       |         |       |
| 23 gennaio 2026  | Kitzbühel              | Austria     | Streifalm             | SG    |       |         |       |
| 24 gennaio 2026  | Kitzbühel              | Austria     | Streif                | DH    |       |         |       |
| 25 gennaio 2026  | Kitzbühel              | Austria     | Ganslern              | SL    |       |         |       |
| 27 gennaio 2026  | Schladming             | Austria     | Planai                | GS    |       |         |       |
| 28 gennaio 2026  | Schladming             | Austria     | Planai                | SL    |       |         |       |
| 1º febbraio 2026 | Crans-Montana          | Svizzera    | Mont Lachaux          | DH    |       |         |       |
| 28 febbraio 2026 | Garmisch-Partenkirchen | Germania    | Kandahar              | DH    |       |         |       |
| 1º marzo 2026    | Garmisch-Partenkirchen | Germania    | Kandahar              | SG    |       |         |       |
| 7 marzo 2026     | Kranjska Gora          | Slovenia    | Podkoren              | GS    |       |         |       |
| 8 marzo 2026     | Kranjska Gora          | Slovenia    | Podkoren              | SL    |       |         |       |
| 14 marzo 2026    | Courchevel             | Francia     | L'Éclipse             | DH    |       |         |       |
| 15 marzo 2026    | Courchevel             | Francia     | L'Éclipse             | SG    |       |         |       |
| 21 marzo 2026    | Lillehammer Kvitfjell  | Norvegia    | Olympiabakken         | DH    |       |         |       |
| 22 marzo 2026    | Lillehammer Kvitfjell  | Norvegia    | Olympiabakken         | SG    |       |         |       |
| 24 marzo 2026    | Lillehammer Hafjell    | Norvegia    | Olympia-Loypa         | GS    |       |         |       |
| 25 marzo 2026    | Lillehammer Hafjell    | Norvegia    | Olympia-Loypa         | SL    |       |         |       |

Legenda:

DH = discesa libera

SG = supergigante

GS = slalom gigante

SL = slalom speciale

### Classifiche

#### Generale
| Pos. | Nome | Nazione | Punti |
| ---- | ---- | ------- | ----- |
| 1    |      |         |       |
| 2    |      |         |       |
| 3    |      |         |       |
| 4    |      |         |       |
| 5    |      |         |       |
| 6    |      |         |       |
| 7    |      |         |       |
| 8    |      |         |       |
| 9    |      |         |       |
| 10   |      |         |       |

#### Discesa libera
| Pos. | Nome | Nazione | Punti |
| ---- | ---- | ------- | ----- |
| 1    |      |         |       |
| 2    |      |         |       |
| 3    |      |         |       |
| 4    |      |         |       |
| 5    |      |         |       |

#### Supergigante
| Pos. | Nome | Nazione | Punti |
| ---- | ---- | ------- | ----- |
| 1    |      |         |       |
| 2    |      |         |       |
| 3    |      |         |       |
| 4    |      |         |       |
| 5    |      |         |       |

#### Slalom gigante
| Pos. | Nome | Nazione | Punti |
| ---- | ---- | ------- | ----- |
| 1    |      |         |       |
| 2    |      |         |       |
| 3    |      |         |       |
| 4    |      |         |       |
| 5    |      |         |       |

#### Slalom speciale
| Pos. | Nome | Nazione | Punti |
| ---- | ---- | ------- | ----- |
| 1    |      |         |       |
| 2    |      |         |       |
| 3    |      |         |       |
| 4    |      |         |       |
| 5    |      |         |       |

## Donne

### Risultati
| Data             | Località              | Nazione     | Pista                 | Spec. | Prima | Seconda | Terza |
| ---------------- | --------------------- | ----------- | --------------------- | ----- | ----- | ------- | ----- |
| 25 ottobre 2025  | Sölden                | Austria     | Rettenbach            | GS    |       |         |       |
| 15 novembre 2025 | Levi                  | Finlandia   | Levi Black            | SL    |       |         |       |
| 23 novembre 2025 | Gurgl                 | Austria     | Kirchenkar            | SL    |       |         |       |
| 29 novembre 2025 | Copper Mountain       | Stati Uniti |                       | GS    |       |         |       |
| 30 novembre 2025 | Copper Mountain       | Stati Uniti |                       | SL    |       |         |       |
| 6 dicembre 2025  | Mont-Tremblant        | Canada      | Flying Mile           | GS    |       |         |       |
| 7 dicembre 2025  | Mont-Tremblant        | Canada      | Flying Mile           | GS    |       |         |       |
| 12 dicembre 2025 | Sankt Moritz          | Svizzera    | Corviglia             | DH    |       |         |       |
| 13 dicembre 2025 | Sankt Moritz          | Svizzera    | Corviglia             | DH    |       |         |       |
| 14 dicembre 2025 | Sankt Moritz          | Svizzera    | Corviglia             | SG    |       |         |       |
| 16 dicembre 2025 | Courchevel            | Francia     | L'Éclipse             | SL    |       |         |       |
| 20 dicembre 2025 | Val-d'Isère           | Francia     | La face de Bellevarde | DH    |       |         |       |
| 21 dicembre 2025 | Val-d'Isère           | Francia     | La face de Bellevarde | SG    |       |         |       |
| 27 dicembre 2025 | Semmering             | Austria     | Panorama              | GS    |       |         |       |
| 28 dicembre 2025 | Semmering             | Austria     | Panorama              | SL    |       |         |       |
| 3 gennaio 2026   | Kranjska Gora         | Slovenia    | Podkoren              | GS    |       |         |       |
| 4 gennaio 2026   | Kranjska Gora         | Slovenia    | Podkoren              | SL    |       |         |       |
| 10 gennaio 2026  | Altenmarkt-Zauchensee | Austria     | Kälberloch            | DH    |       |         |       |
| 11 gennaio 2026  | Altenmarkt-Zauchensee | Austria     | Kälberloch            | SG    |       |         |       |
| 13 gennaio 2026  | Flachau               | Austria     | Hermann Maier         | SL    |       |         |       |
| 17 gennaio 2026  | Tarvisio              | Italia      | Di Prampero           | DH    |       |         |       |
| 18 gennaio 2026  | Tarvisio              | Italia      | Di Prampero           | SG    |       |         |       |
| 20 gennaio 2026  | Plan de Corones       | Italia      | Erta                  | GS    |       |         |       |
| 24 gennaio 2026  | Špindlerův Mlýn       | Rep. Ceca   | Černá Svatý Petr      | GS    |       |         |       |
| 25 gennaio 2026  | Špindlerův Mlýn       | Rep. Ceca   | Černá Svatý Petr      | SL    |       |         |       |
| 30 gennaio 2026  | Crans-Montana         | Svizzera    | Nationale             | DH    |       |         |       |
| 31 gennaio 2026  | Crans-Montana         | Svizzera    | Nationale             | SG    |       |         |       |
| 28 febbraio 2026 | Soldeu                | Andorra     | Aliga                 | DH    |       |         |       |
| 1º marzo 2026    | Soldeu                | Andorra     | Aliga                 | SG    |       |         |       |
| 7 marzo 2026     | Val di Fassa          | Italia      | La VolatA             | DH    |       |         |       |
| 8 marzo 2026     | Val di Fassa          | Italia      | La VolatA             | SG    |       |         |       |
| 14 marzo 2026    | Åre                   | Svezia      | Störtloppsbacken      | GS    |       |         |       |
| 15 marzo 2026    | Åre                   | Svezia      | Störtloppsbacken      | SL    |       |         |       |
| 21 marzo 2026    | Lillehammer Kvitfjell | Norvegia    | Olympiabakken         | DH    |       |         |       |
| 22 marzo 2026    | Lillehammer Kvitfjell | Norvegia    | Olympiabakken         | SG    |       |         |       |
| 24 marzo 2026    | Lillehammer Hafjell   | Norvegia    | Olympia-Loypa         | SL    |       |         |       |
| 25 marzo 2026    | Lillehammer Hafjell   | Norvegia    | Olympia-Loypa         | GS    |       |         |       |

Legenda:

DH = discesa libera

SG = supergigante

GS = slalom gigante

SL = slalom speciale

### Classifiche

#### Generale
| Pos. | Nome | Nazione | Punti |
| ---- | ---- | ------- | ----- |
| 1    |      |         |       |
| 2    |      |         |       |
| 3    |      |         |       |
| 4    |      |         |       |
| 5    |      |         |       |
| 6    |      |         |       |
| 7    |      |         |       |
| 8    |      |         |       |
| 9    |      |         |       |
| 10   |      |         |       |

#### Discesa libera
| Pos. | Nome | Nazione | Punti |
| ---- | ---- | ------- | ----- |
| 1    |      |         |       |
| 2    |      |         |       |
| 3    |      |         |       |
| 4    |      |         |       |
| 5    |      |         |       |

#### Supergigante
| Pos. | Nome | Nazione | Punti |
| ---- | ---- | ------- | ----- |
| 1    |      |         |       |
| 2    |      |         |       |
| 3    |      |         |       |
| 4    |      |         |       |
| 5    |      |         |       |

#### Slalom gigante
| Pos. | Nome | Nazione | Punti |
| ---- | ---- | ------- | ----- |
| 1    |      |         |       |
| 2    |      |         |       |
| 3    |      |         |       |
| 4    |      |         |       |
| 5    |      |         |       |

#### Slalom speciale
| Pos. | Nome | Nazione | Punti |
| ---- | ---- | ------- | ----- |
| 1    |      |         |       |
| 2    |      |         |       |
| 3    |      |         |       |
| 4    |      |         |       |
| 5    |      |         |       |

## Coppa delle Nazioni

### Classifiche
Le classifiche della Coppa delle Nazioni vengono stilate sommando i punti ottenuti da ogni atleta in ogni gara individuale.

#### Generale
| Pos. | Nazione | Punti |
| ---- | ------- | ----- |
| 1    |         |       |
| 2    |         |       |
| 3    |         |       |
| 4    |         |       |
| 5    |         |       |

#### Uomini
| Pos. | Nazione | Punti |
| ---- | ------- | ----- |
| 1    |         |       |
| 2    |         |       |
| 3    |         |       |
| 4    |         |       |
| 5    |         |       |

#### Donne
| Pos. | Nazione | Punti |
| ---- | ------- | ----- |
| 1    |         |       |
| 2    |         |       |
| 3    |         |       |
| 4    |         |       |
| 5    |         |       |